# Saint-Ferréol-de-Comminges
Saint-Ferréol-de-Comminges  ist eine französische Gemeinde mit 60 Einwohnern (Stand: 1. Januar 2022) im Département Haute-Garonne in der Region Okzitanien. Sie gehört zum Arrondissement Saint-Gaudens und zum gleichnamigen Kanton Saint-Gaudens.

## Geographie
An der nordwestlichen Gemeindegrenze verläuft der Fluss Gesse, im Südosten das Flüsschen Larjo.
Nachbargemeinden sind Puymaurin im Norden, Montesquieu-Guittaut im Osten, Montbernard im Osten, Péguilhan im Süden und Nénigan im Westen.

## Bevölkerungsentwicklung
| Jahr                      | 1962 | 1968 | 1975 | 1982 | 1990 | 1999 | 2008 | 2015 | 2019 |
| ------------------------- | ---- | ---- | ---- | ---- | ---- | ---- | ---- | ---- | ---- |
| Einwohner                 | 92   | 85   | 71   | 67   | 63   | 53   | 58   | 48   | 60   |
| Quelle: Cassini und INSEE |      |      |      |      |      |      |      |      |      |

## Sehenswürdigkeiten
- Kirche St-Ferréol, erbaut im 12. Jahrhundert